# Fedora (ópera)
Fedora es una ópera en tres actos con música de Umberto Giordano y libreto de Arturo Colautti basado en un drama con el mismo nombre de Victorien Sardou. Fue estrenada el 17 de noviembre de 1898 en el Teatro Lírico de Milán. El drama transcurre en Rusia, Francia y Suiza, durante el final del siglo XIX.
Fedora no fue muy bien recibida por la crítica europea, pero el interés por ella ha aumentado en los últimos años gracias a las grabaciones discográficas, algunas con notables intérpretes del papel principal, como Mirella Freni, Renata Scotto, Eva Marton o Magda Olivero. Esta ópera rara vez se representa en la actualidad; en las estadísticas de Operabase aparece con sólo 2 representaciones para el período 2005-2010.

## Personajes
| Papel                                                | Tesitura  | Estreno: Milán 17 de noviembre de 1898 Director: Umberto Giordano |
| ---------------------------------------------------- | --------- | ----------------------------------------------------------------- |
| Princesa Fedora Romazov: Viuda rica.                 | soprano   | Gemma Bellincioni                                                 |
| Conde Loris Ipanoff: Acaudalado terrateniente.       | tenor     | Enrico Caruso                                                     |
| Condesa Olga Sukarev: Alegre sobrina de Fedora.      | soprano   |                                                                   |
| De Siriex: Cónsul de Francia ante la corte imperial. | barítono  | Delfino Menotti                                                   |
| Desirè: Un criado.                                   | tenor     |                                                                   |
| Dimitri: Un criado.                                  | contralto |                                                                   |
| Grech: Comisario de Policía.                         | bajo      |                                                                   |
| Cirilo: Un cochero.                                  | barítono  |                                                                   |
| Baron Rouvel: Noble exiliado.                        | tenor     |                                                                   |
| Borov: Un doctor.                                    | barítono  |                                                                   |

## Argumento
Acto I
Palacio del conde Vladimiro, hijo del jefe de policía de San Petersburgo. Los criados del conde aguardan su regreso, pues este está ausente celebrando su próxima boda con Fedora Romazoff, una riquísima viuda que le salvará de sus múltiples acreedores.
Entra Fedora buscando a su prometido, y poco después, llega el diplomático De Siriex, trayendo a Vladimiro mortalmente herido.
La policía interroga a la servidumbre. El cochero dice que estaba esperando a su amo cuando oyó dos disparos y, tras bajar del coche, encontró a su amo en un mar de sangre. El mayordomo afirma que aquella misma mañana una anciana había llevado al palacio una carta, que posteriormente fue robada por un desconocido que esperaba ser recibido por el conde. Por último, un lacayo recuerda el nombre del desconocido: Loris Ipanoff, el vecino del palacio contiguo. La policía corre a detenerlo, pero Loris no está en su casa.
El médico sale de la alcoba del conde y anuncia la muerte de este. Fedora, totalmente destrozada, jura vengar a su prometido.
Acto II
Deslumbrante fiesta en el palacio que Fedora posee en París. Entre los invitados se encuentra Loris Ipanoff, que desconoce la relación que existía entre Vladimiro y Fedora. Llega De Siriex y Fedora le presenta a Loris, lo que sorprende al diplomático, pero Fedora le explica que forma parte de su plan de venganza. 
Mientras todos los invitados participan en el baile y Olga, la sobrina de Fedora, coquetea con todos, Fedora presiona a Loris hasta que este confiesa que él fue quien mató a Vladimiro, pero que tuvo una inexcusable razón para hacerlo. Fedora invita a Loris a que regrese más tarde, cuando todos se hayan ido, para contarle con detalles lo sucedido.
Llega un mensajero con la noticia del asesinato del zar a manos de los nihilistas. La fiesta se interrumpe y todos se marchan. Al quedarse sola, Fedora escribe una carta a la policía rusa acusando a Loris y a su hermano Valeriano, que vive en Rusia, de la muerte de Vladimiro. 
Aparece Loris, y Fedora le acusa de ser un nihilista y haber asesinado a Vladimiro. Loris, que continúa sin sospechar la relación que unía a Fedora con Vladimiro, le confiesa que el motivo del homicidio fue que Vladimiro era el amante de su esposa. Fedora, que se ha enamorado de Loris, lo cree y cae en sus brazos. 
Acto III

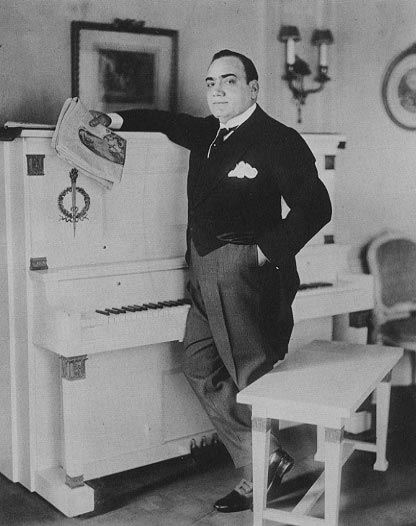
Enrico Caruso, el primer Loris.

Algunos meses después. Loris y Fedora viven felices en la villa que ella posee en los Alpes suizos. 
Llega de visita De Siriex que, aprovechando la ausencia de Loris, informa a Fedora de la detención y muerte de Valeriano, el hermano de Loris, a manos de la policía rusa. Así mismo, también le dice que la madre de Loris y Valeriano murió de dolor al enterarse de la muerte de su hijo. Al quedarse sola, Fedora medita sobre las terribles consecuencias que causó su denuncia. 
Regresa Loris con una carta de Rusia en donde se le informa del trágico fin de su familia y en donde además, se le advierte de la existencia de una espía rusa en París que ha sido la causante de todo. 
Ante la reacción de Fedora, Loris comprende que es ella la que ha movido los hilos de la trama y la acusa de perversa, cruel e hipócrita. Fedora implora el perdón, pero Loris se muestra implacable. Desesperada, Fedora ingiere una cápsula de veneno y entra en agonía, no sin antes besar por última vez a su amado Loris que, sosteniéndola entre sus brazos, la perdona.

## Discografía
Los personajes siguen el siguiente orden: Fedora, Loris, De Siriex, Olga. Coro, Orquesta, Director. Casa discográfica.
- 1931. Gilda Dalla Rizza; Antonio Melandri; Emilia Ghirardini; Luba Mirella. Teatro alla Scala; Lorenzo Molajoli; EMI.

- 1951. Calma; Pellizzoni; Gilardoni; Rovero. Teatro alla Scala; Argeo Quadri; Colosseum.

- 1952. Maria Caniglia; Giacinto Prandelli; Scipio Colombo; Carmen Piccini. RAI de Milán; Rosi; Fonit Cetra.

- 1953. Maud Cunitz; Karl Friedrich; Kurt Gester; Maria Madlen-Madsen. Hessischen Rundfunks Frankfurt; Kurt Schröder; Walhall.

- 1954. Pia Tassinari; Ferruccio Tagliavini; Saturno Meletti; Mafalda Micheluzzi. RAI de Milán; Oliviero de Fabritiis; Fonit Cetra.

- 1960. Renata Tebaldi; Giuseppe di Stefano; Mario Sereni; Fineschi. Teatro de San Carlo de Nápoles; Arturo Basile; Arkadia.

- 1968. Marcella Pobbe; Aldo Bottion; Attilio d’Orazi; Daniela Mazzuccato. Teatro La Fenice; Francesco Molinari-Pradelli; Mondo Musica.

- 1969. Magda Olivero; Bruno Prevedi; Julian Patrick; Gilda Cruz-Romo. Civic Opera de Dallas; Nicola Recigno; Music & Arts.

- 1969. Magda Olivero; Giuseppe di Stefano; Guido Mazzini; Giovanna di Rocco. Teatro del Giglio de Lucca; Napoleone Annovazzi; G.O.P.. (Grabado en directo)

- 1969. Magda Olivero; Mario del Monaco; Tito Gobbi; Lucia Cappellino. Opera de Montecarlo; Lamberto Gardelli; Decca.

- 1986. Eva Marton; José Carreras; Janis Martin; Veronika Kincses. RTV Húngara; Giuseppe Patanè; CBS.

- 1988. Renata Scotto; Placido Domingo, Vicente Sardinero, Armando Gatto, Gran Teatro del Liceo, Barcelona.

- 1993. Mirella Freni; Plácido Domingo; Alessandro Corbelli; Adelina Scarabelli. Teatro alla Scala; Gianandrea Gavazzeni; TDK. (DVD)

- 1993. Mirella Freni; Plácido Domingo; Alessandro Corbelli; Adelina Scarabelli. Teatro alla Scala; Gianandrea Gavazzeni; Legato Classics. (Grabado en directo)

- 1997. Mirella Freni; Plácido Domingo; Dwayne Croft; Ainhoa Arteta. Metropolitan Opera House; Roberto Abbado; Deutsche Grammophon. (DVD)

- 1998. Katia Ricciarelli; José Cura; Michele Porcelli; Teresa di Bari. Associazione Gioachino Rossini di Lecce; Istituzione Concertistico della Provincia di Lecce; Frabrizio Maria Carminati; Decca.